# آرگیشتی مخاکیان
آرگیشتی مخاکی مخاکیان (ارمنی: Արգիշտի Մեխակի Մեխակյան؛ زادهٔ ۲۲ اوت ۱۹۸۶) یک اقتصاددان و سیاستمدار اهل ارمنستان است که از تاریخ ۲۰۱۹ تا تاریخ ۲۰۲۱ سمت نمایندگی دوره هفتم مجلس ملی جمهوری ارمنستان را برعهده داشت.

## زندگی‌نامه
وی در ۲۲ اوت ۱۹۸۶ در آراگاتس به دنیا آمد و از دانشگاه دولتی ایروان فارغ‌التحصیل شد. 